# 河西乡 (汉源县)
河西乡，是中华人民共和国四川省雅安市汉源县曾经下辖的一个乡。2019年12月，撤销河西乡，将其所属行政区域划归唐家镇管辖。

## 行政区划
河西乡撤销前下辖以下地区：
香林村、羊山村、龙塘村和庄子村。